# كايجي كاواغوتشي
كايجي كاواغوتشي (باليابانية:かわぐちかいじ) (مواليد 27 يوليو 1948) هو مانغاكا ياباني عرف لتأليفه مانغا الخدمة الصامتة وزيبانغ.